# Ismael Serrano
Ismael Serrano Morón (Madrid, 9 de marzo de 1974) es un cantautor español de la generación aparecida en los años noventa. Recoge influencias de Serrat, Aute, Joaquín Sabina y Silvio Rodríguez, así como de los poetas Luis García Montero y Mario Benedetti.

## Biografía
Ismael Serrano nació en Madrid el 9 de marzo de 1974. Su padre es el poeta y periodista Rodolfo Serrano (*1947). Su madre, Julia Morón, es funcionaria de Justicia jubilada, licenciada en Historia y con estudios en Derecho y Antropología. 
Estudió Ciencias Físicas en la Universidad Complutense de Madrid al mismo tiempo que empezó a tocar en locales madrileños como Libertad 8 o Galileo Galilei, dándose a conocer. Finalmente decidió abandonar los estudios en pos de su carrera artística. En 1997 grabó su primer álbum, Atrapados en azul, donde explora el género de la canción de protesta e incluye uno de sus temas más populares, «Papá cuéntame otra vez», junto a otros como «Vértigo» o «Un muerto encierras». Con este primer trabajo consiguió el disco de platino en España y se dio a conocer en América Latina, obteniendo además un disco de oro en Argentina.
Su segundo disco, La memoria de los peces (1998), incluía sencillos como «Últimamente» y «Tierna y dulce historia de amor» y volvió a conseguir el disco de platino en España. En este disco el compositor abordó temas de América del Sur en canciones como «Vine del norte» (sobre las ONG de Derechos Humanos en Chile que piden que se revisen los crímenes de la dictadura pinochetista) y «A las madres de Mayo», sobre el incansable trabajo por los Derechos Humanos y la búsqueda de justicia de las Madres y Abuelas de Plaza de Mayo en Argentina. También homenajeó a La República con «Al bando vencido».
En 2000 publicó su tercer trabajo, Los paraísos desiertos, que explora nuevos ritmos como el jazz. Con este álbum también consiguió el disco de platino, así como una nominación a los Premios Goya a la Mejor Canción Original por «Km. 0», canción incluida en la banda sonora de la película homónima, dirigida por Juan Luis Iborra y Yolanda García Serrano.
En este periodo Ismael Serrano colaboró en diversos álbumes, algunos solidarios como Son de niños, Un barco de sueños, donde varios cantautores interpretaban canciones de Pablo Guerrero, o Encuentros en La Habana (2001), junto con grandes artistas como Víctor Manuel, Serrat o Pablo Milanés; en homenajes a otros músicos como Mira que eres canalla, Aute con el tema «Mira que eres canalla», o el músico Javier Bergia, que habitualmente le acompañaba en vivo, con quien cantó «Dos kilómetros de paciencia» en su disco 25 años.
Su cuarto álbum, La traición de Wendy, salió a la venta en 2002 mezclando diferentes estilos musicales como la bossa nova, de nuevo el jazz y el blues. Consiguió dos discos de oro, en España y Argentina, y llegó directamente al número uno en las principales tiendas musicales madrileñas. Tras la salida de este disco comenzó una gira que le llevó por toda España y Sudamérica, visitando México, Chile, Argentina, Uruguay o Perú y consiguiendo un gran éxito. Más tarde tendría su segunda experiencia cinematográfica al participar en la película de Marcos Loayza El corazón de Jesús, donde actuaba en un pequeño papel, tocando varias canciones, algunas de ellas compuestas expresamente para la cinta.[cita requerida]
En el contexto de los atentados del 11 de septiembre de 2001 y el inicio de la guerra de Irak en marzo de 2003 Ismael Serrano compuso canciones como «Aquella tarde» o «Zona cero», que habla de gran parte de los conflictos acontecidos en el mundo en dicho tiempo. Estos temas se incluyeron en su siguiente trabajo, Principio de incertidumbre (2003), doble álbum y DVD en directo que se grabó los días 8 y 9 de septiembre en el Teatro Lope de Vega de Madrid, donde actuó con aforo completo ambos días. En este disco en vivo Serrano interpreta canciones de anteriores discos e incluye seis temas nuevos, acompañado de dos músicos que lo siguieron en su carrera: Fredi Marugán, guitarrista encargado de gran parte de los arreglos musicales, y Javier Bergia, percusionista. Colaboraron diversos artistas como Pedro Guerra y Aute, interpretando todos ellos dúos con el autor. La gira Principio de incertidumbre duró hasta finales de 2004 y recorrió de nuevo sus destinos habituales; mientras, el cantante preparaba su siguiente disco.
En marzo de 2004 se vio obligado a suspender un concierto en Barcelona por los atentados de Madrid, que le tocaron muy de cerca al ocurrir en su barrio, Vallecas. Al día siguiente se publicó en algunos periódicos españoles una carta al director en la que Serrano expresaba su dolor ante tal atrocidad. Este suceso le llevó a componer «Fragilidad», que apareció en su quinto álbum Naves ardiendo más allá de Orión (2005), para el que también recuperó dos antiguos temas inéditos, «Allí» y «Ya nada es lo que era», e incluyó nuevas canciones como «El virus del miedo» y «Dulce memoria». Asimismo participó de un concierto homenaje a las víctimas de la tragedia. Nuevamente consiguió un gran éxito de ventas y comenzó la gira de presentación del disco que culminó, luego de más de cien actuaciones y una gira por España y Latinoamérica,) con un concierto en Madrid y una gira por diversas localidades de Cataluña en marzo de 2006.[cita requerida]
Con motivo del décimo aniversario de su carrera salió a la venta El viaje de Rosetta (2006), recopilatorio que contiene los 22 sencillos de su carrera, un CD de temas inéditos y un DVD con sus vídeos.
En 2007 fundó el sello discográfico Los Paraísos Desiertos, cuyo primer álbum es un homenaje al cantautor extremeño Pablo Guerrero titulado Hechos de nubes. En el disco colaboran, entre otros, Luz Casal, Joan Manuel Serrat, Quique González y Luis Pastor. También actúa como protagonista en la película El hombre que corría tras el viento, del director Juan Pablo Martínez, junto a Jazmín Stuart, Pasta Dioguardi y Bárbara Lombardo. El guion está basado en la historia Dulce Carola, escrita por Serrano y narrada en algunos de sus conciertos.
El 11 de septiembre de 2007 salió a la venta su disco titulado Sueños de un hombre despierto, título que hace referencia a la frase de Aristóteles: "La esperanza es el sueño del hombre despierto". En su primera semana de lanzamiento, se puso en la primera posición de la lista de ventas oficial en España. El 9 de diciembre de 2008 publicó Un lugar soñado, grabado en directo en el Teatro Gran Rex de Buenos Aires los días 6 y 7 de junio de 2008, durante la gira de Sueños de un hombre despierto. Dicho álbum incluye tres versiones de otros artistas: «Reflejos perdidos», de Javier Bergia); «Como la cigarra», de María Elena Walsh; y «Cambalache», de Enrique Santos Discépolo.
El 6 de abril de 2010 publicó su séptimo álbum de estudio, Acuérdate de vivir, que presentó en su primer concierto virtual en las redes sociales. Poco después ofreció conciertos en algunas ciudades españolas y latinoamericanas. Ese mismo año colaboró con el rapero Nach en la canción «Ellas» de su disco Mejor que el silencio.
En septiembre de 2011 escribió el prólogo del libro #papacuentameotravez, apuntes para una revolución que contar a nuestros hijos, de su hermano Daniel Serrano, periodista y autor de algunas de las letras de las canciones de Ismael, entre ellas la emblemática «Papá, cuéntame otra vez».
En mayo de 2012 se publicó su álbum Todo empieza y todo acaba en ti, que promocionó en gira por España, Argentina, Uruguay y Bolivia. También lo presentó en el Bar del Recuerdo, junto a Jacob Sureda y Javier Bergia El disco se reeditó en abril de 2013 acompañado de un CD extra que incluyó producciones acústicas de viejas canciones y duetos con Joan Manuel Serrat, Silvio Rodríguez, Pasión Vega, el rapero Nach y Lamari de Chambao, además de una versión del clásico del rock argentino Muchacha (Ojos de papel), de Luis Alberto Spinetta. Durante ese año prosiguió su gira por España y por gran parte de Latinoamérica.
Para la Navidad de 2012 participó en el proyecto solidario «Hay una luz» y cantó un villancico junto con Manuel Cuesta, autor de esa canción, Pedro Guerra, Javier Bergia, Tontxu y Virgina Labuat. También colaboró en la dirección del videoclip de la canción junto a su hermano Daniel Serrano. Los beneficios del videoclip se donaron a la ONG Amigos de Calcuta.
En 2014 cantó junto a Víctor Manuel «Quiero abrazarte tanto» en los conciertos 50 años no es nada, una serie de actuaciones con los que el cantautor asturiano conmemoró su medio siglo de carrera musical.
Durante la producción de su noveno disco se convirtió en padre de una niña, Lila. Serrano dijo en 2015, refiriéndose a su paternidad:

Tengo una hija de un año y creo que no hay nada más inspirador porque te reafirma la convicción de que tienes que cambiar el mundo. También exacerba tus miedos. El disco empieza con una canción que dice: Apenas sé nada de la vida, y creo que ese es el mejor punto de partida a la hora de pensar qué enseñanza podría dejar a mi hija. Pensando en todo esto me di cuenta de que no sé absolutamente nada y de que este desaprendizaje es saludable.

En octubre de 2014 publicó el álbum La llamada. Posteriormente grabó una serie de videos titulados Canciones para una recién nacida, en los cuales le habla a su hija de sucesos acontecidos alrededor de la fecha de su nacimiento y de la grabación del álbum. Durante los meses de septiembre y octubre de 2015 se embarcó en una gira por varias ciudades de España para presentar el disco, seguida de conciertos en Montevideo, Bogotá, Medellín, Santiago de Chile y varias ciudades de Argentina. El 3 de junio de 2017 estrenó el EP digital La respuesta, que surgió como una "deconstrucción" de algunos temas de La llamada y en el que experimentó con los géneros de la electrónica folclórica, desde México hasta Argentina, junto a jóvenes talentos. Compuesto por seis temas, contenía el inédito «Los invisibles», que aparece en dos versiones. La nueva canción homenajea a las víctimas de la violencia policial en Argentina, representadas en la figura de Luciano Arruga, asesinado por dichos cuerpos de seguridad en 2009 y símbolo de toda una lucha contra la impunidad.
En 2017, Ismael Serrano decide componer para el público infantil. Los resultados fueron el disco 5 canciones para dormir y 1 para despertar, interpretado por la actriz argentina Jimena Ruiz Echazú, y la obra de teatro musical para niños y niñas Oliverio y la tormenta, que escribió con la misma actriz y se estrenó en Madrid y Buenos Aires. El musical recibió el Premio Hugo al Teatro Musical y la nominación a los Premios ACE del teatro argentino.
Ese 2017 Serrano también cumple veinte años de carrera profesional y lo celebra con 20 años. Hoy es siempre, disco recopilatorio en directo que se edita en formato de CD y DVD. Junto a temas conocidos aparecen los inéditos «Ven», «Agua y aceite», «Busco una canción» y «Nieve» y sorprendentes versiones, como «Ojalá», de Silvio Rodríguez; «Las cuatro y diez», de Luis Eduardo Aute; «Spaghetti del rock», de Divididos; «Aguas abril», de Luis Pastor; e «Y sin embargo», de Joaquín Sabina. La celebración del aniversario le lleva a actuar por toda España y Latinoamérica, llenando el Palacio de los Deportes de Madrid en un concierto que contó con la presencia de artistas como Miguel Ríos, Víctor Manuel, Pasión Vega y Rozalén. Tras el éxito de la gira, a finales de 2018 publica Todavía, un nuevo disco en directo grabado en Tigre (Argentina) con la presencia de un reducido grupo de amigos. Esta recopilación de versiones acústicas a voz y guitarra de sus temas de siempre y el tema inédito «Crucé un océano» da lugar a nueva gira por España y toda Latinoamérica.
En marzo de 2019 edita su primer libro de relatos, El viento me lleva. Según el autor, los cuentos hablan "de los viajes que siempre quedan pendientes, de las huidas que sueñan aquellos a los que la vida golpea y, a pesar de todo, no se rinden".

## Discografía
- 1997 - Atrapados en azul
- 1998 - La memoria de los peces
- 2000 - Los paraísos desiertos
- 2002 - La traición de Wendy
- 2003 - Principio de incertidumbre
- 2005 - Naves ardiendo más allá de Orión
- 2006 - El viaje de Rosetta
- 2007 - Sueños de un hombre despierto
- 2008 - Un lugar soñado
- 2010 - Acuérdate de vivir
- 2012 - Todo empieza y todo acaba en ti
- 2013 - Todo empieza y todo acaba en ti. Edición vespertina
- 2014 - La llamada
- 2016 - La respuesta
- 2017 - 20 años. Hoy es siempre
- 2018 - Todavía
- 2021 - Seremos
- 2023 - La canción de nuestra vida

### Colectivos
- 2004 - Canto por el cambio

### Colaboraciones
- 2001 - XV Aniversario (de Luar Na Lubre, en el tema «Chove en Santiago»).
- 2005 - Buenos días (de Fran Fernández y Fede Comín, en el tema «Si te he visto no me acuerdo»).
- 2005 - Esta mañana y otros cuentos (DVD) (de Coti Sorokin, en el tema «Nueces»).
- 2008 - Trapecista  (de Marwan, en el tema «El próximo verano»).
- 2009 - La vida secreta de Peter Parker (de Manuel Cuesta, en el tema «Tu risa en la alameda»).
- 2011 - Mejor que el silencio (de Nach, en el tema «Ellas»).

### Temas inéditos
Permanecen inéditos algunos viejos temas de Ismael Serrano, como «Cita a las siete en Moncloa», «Cuatro estaciones», «La tormenta», «Los torpes», «Mañana quizás sea tarde», «Por qué no te quedas en casa» o «Por ti», así como las primeras versiones de «Con una pena de muerte»  «La ciudad parece un mundo».

## Libros
- Ismael Serrano: por los días que vendrán (Fundación SGAE Ediciones, 2002)
- Ahora que la vida (Frida Ediciones, 2015)[48]
- Conversaciones (Efe Eme Ediciones, 2018), con Chema Domínguez
- El viento me lleva (Grijalbo, 2019)
- Cancionero 1997-2022 (Hoy es Siempre, 2022)[49]

## Cine
En 2003, bajo la dirección y el guion de Marcos Loayza, Ismael Serrano participó como cantante en la película El corazón de Jesús.
En 2007 se estrenó el cortometraje La duodécima hora, para el que prestó su voz.
En 2009 tuvo su primer protagónico en la película de Juan Pablo Martínez, El hombre que corría tras el viento, filmada en Argentina junto a su contraparte, la actriz Jazmín Stuart. Esta película se baso en la historia original de Serrano, "La dulce Carola".
En 2013 volvió a protagonizar otra película bajo la dirección de Juan Pablo Martínez en Luna en Leo, filmada en Argentina junto a la actriz Carla Pandolfi. En esta película Serrano participó de la adaptación del guion, inspirado en la película independiente estadounidense Luke and Brie are on a First Date de 2008.

## Conciencia social
Escribió canciones sobre muchas de las causas sociales existentes en el mundo, como la guerrilla zapatista en «México insurgente», las víctimas de la represión de la dictadura Argentina en «A las madres de Mayo», las guerras en Oriente Próximo, la lucha por la República en España, la recuperación de la memoria histórica y muchos otros temas.
Colaboró en el homenaje realizado en Rivas-Vaciamadrid en junio de 2005 a los republicanos españoles, donde interpretó «Al bando vencido».[cita requerida] También participó en actos políticos como la Fiesta del PCE en diversas ocasiones y escribió artículos de opinión en periódicos, como el desaparecido Diario 16, donde tuvo una columna titulada La ciudad es un mundo.[cita requerida]
Es también, aunque con matices, defensor de la Revolución Cubana, algo que refleja en canciones como «Somos» o en «Ya ves».
En 2010 participó en la cadena humanitaria para los niños palestinos promovida por la UNRWA a través del tema «Luces errantes».[cita requerida]
En 2011 publicó un vídeo mostrando su adhesión al movimiento 15 M que surge en España ese mismo año. En él interpretó una versión acústica de la canción «Somos». Son muchas también sus declaraciones en medios públicos de adhesión a dicho movimiento y su crítica a los ajustes efectuados por el Gobierno de España.
En 2013 organizó dos conciertos de apoyo para los damnificados por las inundaciones de La Plata.
En 2021 compone y escribe la canción "Un Nuevo Futuro" en apoyo a la candidatura de Pablo Iglesias por Unidas Podemos a la Presidencia de la Comunidad de Madrid.